# Plene-Schreibung
Plene-Schreibung (lateinisch scriptio plena „vollständige Schreibung“) ist die vollständige Umsetzung aller gesprochenen Vokale einer Sprache in die jeweilige(n) Schrift(en). Insbesondere bei Konsonantenschriften (zum Beispiel Hebräisch, Arabisch) kann auf die Verschriftlichung von Lang- und Kurzvokalen verzichtet werden (Defektivschreibung), oder die Vokale werden plene, das heißt mittels zusätzlicher Konsonantenzeichen oder eines Punktationssystems, ausgeschrieben.

## Plene-Schreibung in semitischen Sprachen
Die Schriften der semitischen Sprachen bestanden zunächst nur aus Zeichen für Konsonanten. Durch die in diesen Sprachen besonders ausgeprägte Wurzelflexion erfolgt die Bedeutungsänderung durch Änderungen der Vokale unter Beibehaltung der Konsonanten. Um die Texte eindeutiger lesbar zu machen, wurden Matres lectionis verwendet und ab dem Mittelalter Punkte und Striche über bzw. unter den Konsonanten zur Bezeichnung der Vokale eingeführt, die im Hebräischen Nikud genannt werden.

### Plene-Schreibung im Arabischen
Ein voll-vokalisierter Text im Arabischen enthält für die

#### Langvokale
- Halbkonsonant Alif (für langes a)
- Halbkonsonant Wāw (für langes u)
- Halbkonsonant Yā' (für langes i)

(s. Vokalisierung im Arabischen)

#### Kurzvokale
- Fatha für kurzes a
- Kasra für kurzes i
- Damma für kurzes u
- Sukūn für Vokallosigkeit eines Konsonanten
- Taschdīd zur Kennzeichnung der Konsonantenverdopplung
- Wasla für unvokalisierten Konsonanten am Wortanfang
- Nunation für die Nominalendungen -un, -in, -an für Nomina im unbestimmten Status

(siehe Taschkīl)

### Plene-Schreibung im Hebräischen
Wie im Arabischen entwickelten sich verschiedene Punktationssysteme, von denen sich letztlich das tiberiensische System (s. Tabelle) durchsetzte.
Das Ivrit in Israel wird – von einigen Ausnahmen abgesehen – unvokalisiert geschrieben.